# Onthophagus solmani
Onthophagus solmani es una especie de insecto del género Onthophagus, familia Scarabaeidae, orden Coleoptera.
Fue descrita científicamente por Stebnicka en 1975.